# Danmarks Lærerforening
 Der er for få eller ingen kildehenvisninger i denne artikel, hvilket er et problem. Du kan hjælpe ved at angive troværdige kilder til de påstande, som fremføres i artiklen.

Danmarks Lærerforening (DLF) er et dansk fagforbund, der er stiftet 4. maj 1874. Foreningen organiserer primært lærere ansat i den danske folkeskole og har i dag omkring 81.000 medlemmer. DLF er en partipolitisk uafhængig organisation, der arbejder for at varetage medlemmernes faglige interesser og bidrage til udviklingen af folkeskolen.
Foreningen blev oprindeligt stiftet under navnet Danmarks Landsbyskolelærerforening og havde i begyndelsen kun landsbyskolelærere som medlemmer. I 1876 blev medlemskredsen udvidet til at omfatte alle lærere i folkeskolen, hvorefter navnet blev ændret til Danmarks Lærerforening.
Stiftelsen skete på baggrund af en længere periode med forringelser i lærernes løn- og arbejdsvilkår. Forbedring af disse forhold var derfor et centralt fokus i de første årtier. Senere blev også forhold som skolernes fysiske rammer, skolehygiejne og den lokale skoleorganisering en del af foreningens arbejde.
Danmarks Lærerforening er organiseret i 75 lokale kredse, som varetager den lokale interessevaretagelse og medlemsbetjening. Derudover er der etableret et netværk af tillidsrepræsentanter, som yder støtte til medlemmerne i det daglige arbejde, herunder i forbindelse med arbejdsskader, opsigelser og andre ansættelsesrelaterede forhold.
Foreningen arbejder overordnet for at forbedre lærernes løn- og arbejdsvilkår og for at sikre de nødvendige rammer for undervisning af høj kvalitet. Medlemmerne har mulighed for at engagere sig i foreningens arbejde gennem et demokratisk opbygget medlemsfællesskab.
Siden 2020 har Gordon Ørskov Madsen været formand for Danmarks Lærerforening.

## Vigtige begivenheder i DLF's historie
- DLF blev stiftet d. 4. maj 1874.[1]
- I 1923 fik foreningen sit bomærke med det læsende barn, takket være professor Joakim Skovgaard og arkitekt Knud V. Engelhardt.
- DLF's længst siddende formand, Anders Bondo Christensen (2002-2020), debatterede ofte på vegne af lærerne i medierne.
- Indtil d. 31. december 2018 var DLF medlem af FTF; men siden d. 1. januar 2019 har DLF været medlem af FH.[2]

## Fremtrædende personer i DLF's virke

### Foreningens første år
- Emil Sauter (1832-1901),[3] Gladsakse,[4] foreningens første formand 1874-77 og 1883-94
- Niels Christian Rom (1839-1919), København, formand 1878-82
- Joakim Larsen (1846-1920), Frederiksberg, formand for DLF 1895-1900
- Zakarias Nielsen (1844-1922), lærer og forfatter, hovedstyrelsesmedlem
- Frantz Rasmussen (1854-1912), Skovshoved, formand 1901-1904
- H. Østergaard, Aalborg, formand 1/1 1905, død 5/2 1905
- Chr. Balling (1843-1916), Lindeballe, formand 5/2 1905-1906
- J. Gr. Nørby (1864-1940), København, formand 1907-15/4 1909
- Jens Larsen (1865-1945), Aalborg, formand 15/4 1909-1911
- Martin Attrup (1854-1941), Hørby, formand 1912-1915
- H.A. Svane (1869-1948), København, formand 1916-1926
- Carl Dige (1873-1928), Aunslev, formand 1927-død 18/2 1928
- Axel Jensen (1875-1940), Kvandløse, formand 23/2 1928-1935
- K.A. Kristensen (1881- ), Karise, formand 1936-1943
- N. Nielsen, Overlund, formand 1/1-1944–

### Formænd siden 1955
- Stinus Nielsen (5. november 1902–14. september 1997),[5] 38 år i hovedstyrelsen, heraf næstformand 1952-56 og formand 1956-72.
- Jørgen Jensen, Virum (født 20. september 1927), medlem af hovedstyrelsen fra 1964, næstformand fra 1969,[6] formand 1972-83.[7]
- Martin Rømer, formand[8] 1984-93.[9]
- Jørn Østergaard, formand[10] 1993-95.[11]
- Anni Herfort Andersen (født 14. januar 1949[12]), formand 1995-2002.
- Anders Bondo Christensen (født 16. marts 1959), formand 2002-2020.[13]
- Gordon Ørskov Madsen[14] (født d. 4. juli 1966[15]) formand 2020-

## Galleri af enkelte tidligere formænd
- Emil Sauter, (1832-1901), formand 1874-1877 og 1883-1894.
- N.C. Rom (1839-1919), formand 1878-1882.
- Frantz Rasmussen (1854-1912), formand 1901-1904.
- Anders Bondo Christensen (1959-), formand 2002-2020.